# KTM 400 LS-E Military
De KTM 400 LS-E Military is een motorfiets die is geproduceerd door KTM uit Oostenrijk. Het is een militaire versie van de KTM 640 LC4 Enduro (4T-EGS), voorzien van een speciale uitrusting en technische aanpassingen. KTM bood korte tijd een civiele versie van de 400 LS-E aan met 609- of 398cc-motor.

## Chassis
De KTM 400 LS-E Military weegt 148 kg (kaal) en 157 kg met uitrustingspakket. Het maximaal toelaatbare totaalgewicht is 380 kg. De wielbasis is 1480 mm
De Military heeft een verstevigd achterframe om het militaire koffersysteem te vervoeren. Bij het uitrustingspakket hoort ook een tanktas. De machine heeft een brandstoftank van 19 liter, waarvan 2,5 liter reserve.
De zithoogte is in de fabriek 2 cm verlaagd tot 89 cm om kleinere berijders in staat te stellen de motor goed onder controle te houden. Dat leidde tot een enigszins verminderde offroad-mobiliteit. De machine is voorzien van een verstelbaar veersysteem van de Oostenrijkse fabrikant WP Performance Systems GmbH (WP). De veerweg voor is 220 mm en achter 240 mm. De bodemvrijheid is 290 mm (onbelast).
Verder is de Military voorzien van handvatverwarming, oorlogsverlichting met afdekkappen voor koplamp en achterlicht en een 12 V op het instrumentenpaneel.

## Motor

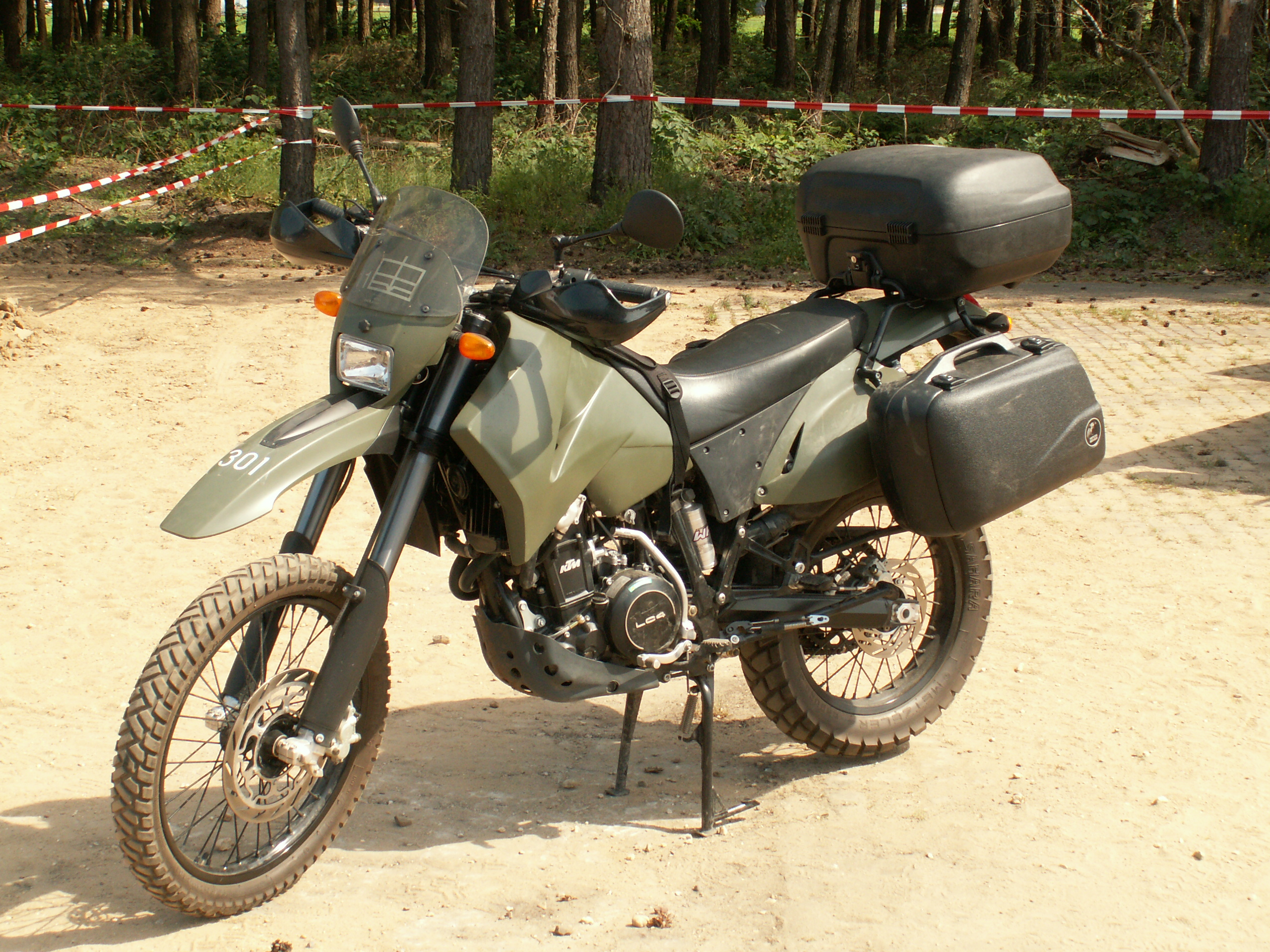
KTM 400 LS-E Military van 11 Geneeskundige compagnie (luchtmobiel)

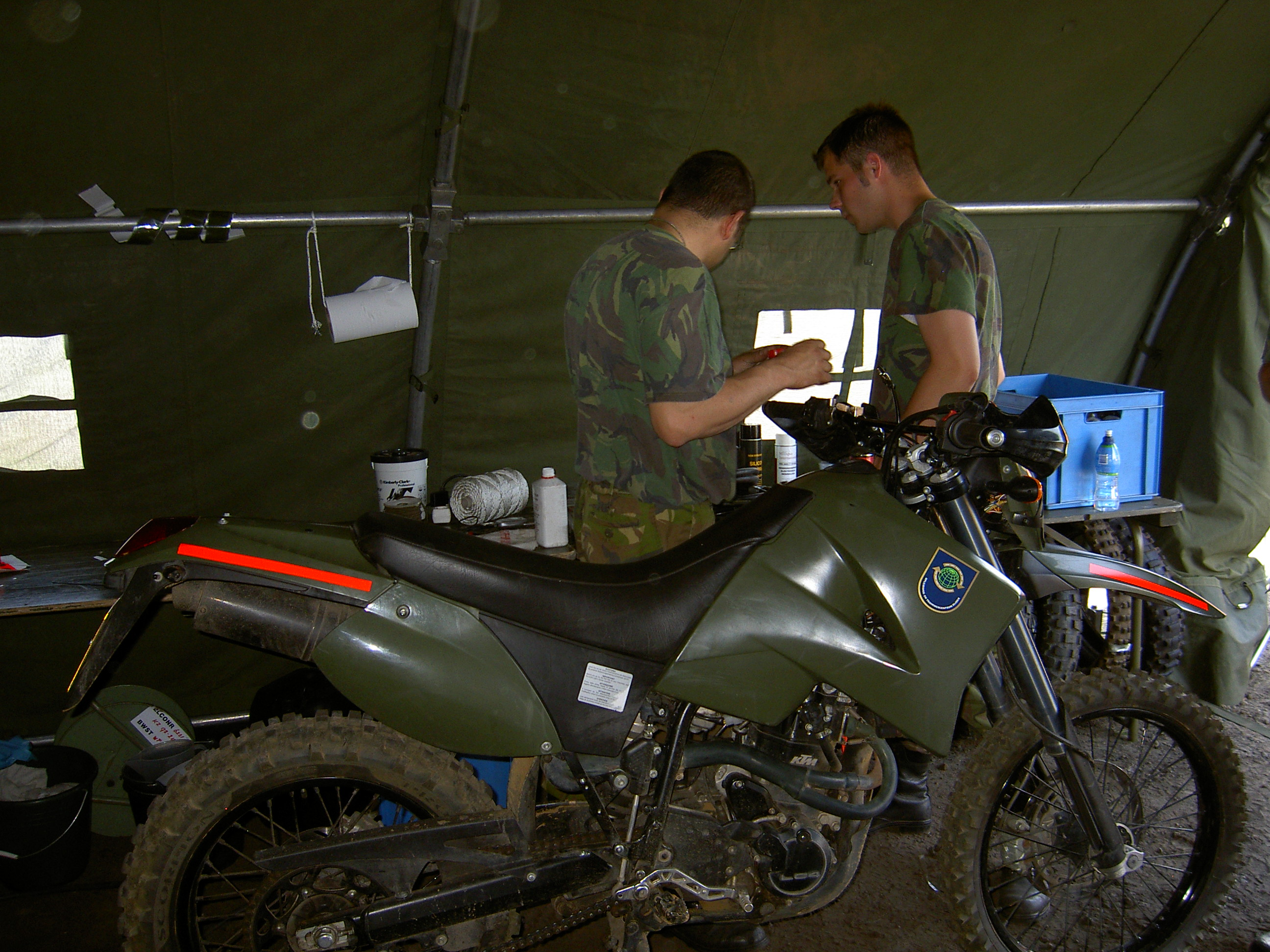
Onderhoud aan een KTM 400 LS-E Military in een boogtent

De KTM 400 LS-E Military wordt aangedreven door een vloeistofgekoelde 25 kW (34 pk) eencilinder viertakt KTM LC4-benzinemotor met 398 cc. ‘LC4’ staat voor ‘Liquid Cooled 4-Stroke’ (vloeistofkoeling, 4-takt). De motor is een gemodificeerde KTM LC4-motor waarvan de cilinderinhoud is teruggebracht van 625 naar 398 cc. Hierdoor heeft de motor een lagere compressieverhouding van 10,3:1 en een langere levensduur. De LC4-E-motor werkt ook met benzine met een laag octaangetal (klopvastheid minimaal 80). Door een ingebouwde extra condensator kan de LC4-E-motor in geval van nood werken zonder aangesloten accu.

## Gebruik

### Bundeswehr
De KTM 400 LS-E Military werd vanaf 2003 bij de Duitse Bundeswehr ingevoerd ter vervanging van de Hercules K125 BW/Military en de Hercules K180 ordonnansmotoren uit de jaren ‘70. De KTM 400 LS-E Military wordt in de Bundeswehr uitsluitend gebruikt door de ‘Feldjägertruppe’ (militaire politie) en het ‘Kommando Spezialkräfte (KSK)’. Het KSK gebruikt ook zwaardere KTM 640 LS-E Military. Andere onderdelen van de Bundeswehr gebruiken de BMW G650GS. De Herculus K125 is nog in gebruik voor rijopleidingen.

### Koninklijke Landmacht
Vanaf april 2004 werden de Moto Guzzi V50 NATO motorfietsen bij de Nederlandse Krijgsmacht vervangen door 115 KTM-motoren van het type 400 LS-E Military.:p77 Hij staat bij de KL bekend als KTM LC4. In tegenstelling tot de Moto Guzzi’s, die krijgsmachtbreed waren ingedeeld, vooral als ordonnansmotoren, werden de KTM’s alleen ingedeeld bij 11 Luchtmobiele Brigade. Ze deden daar niet alleen dienst als ordonnansmotoren, maar werden ook ingezet voor bv verkenningen.

#### Vervanging
Vanaf medio juli 2020 werden de KTM 400 LS-E Military’s van 11 Luchtmobiele Brigade vervangen door 99 nieuwe motoren van het type KTM 350 EXC-F 11LMB.

### Försvarsmakten

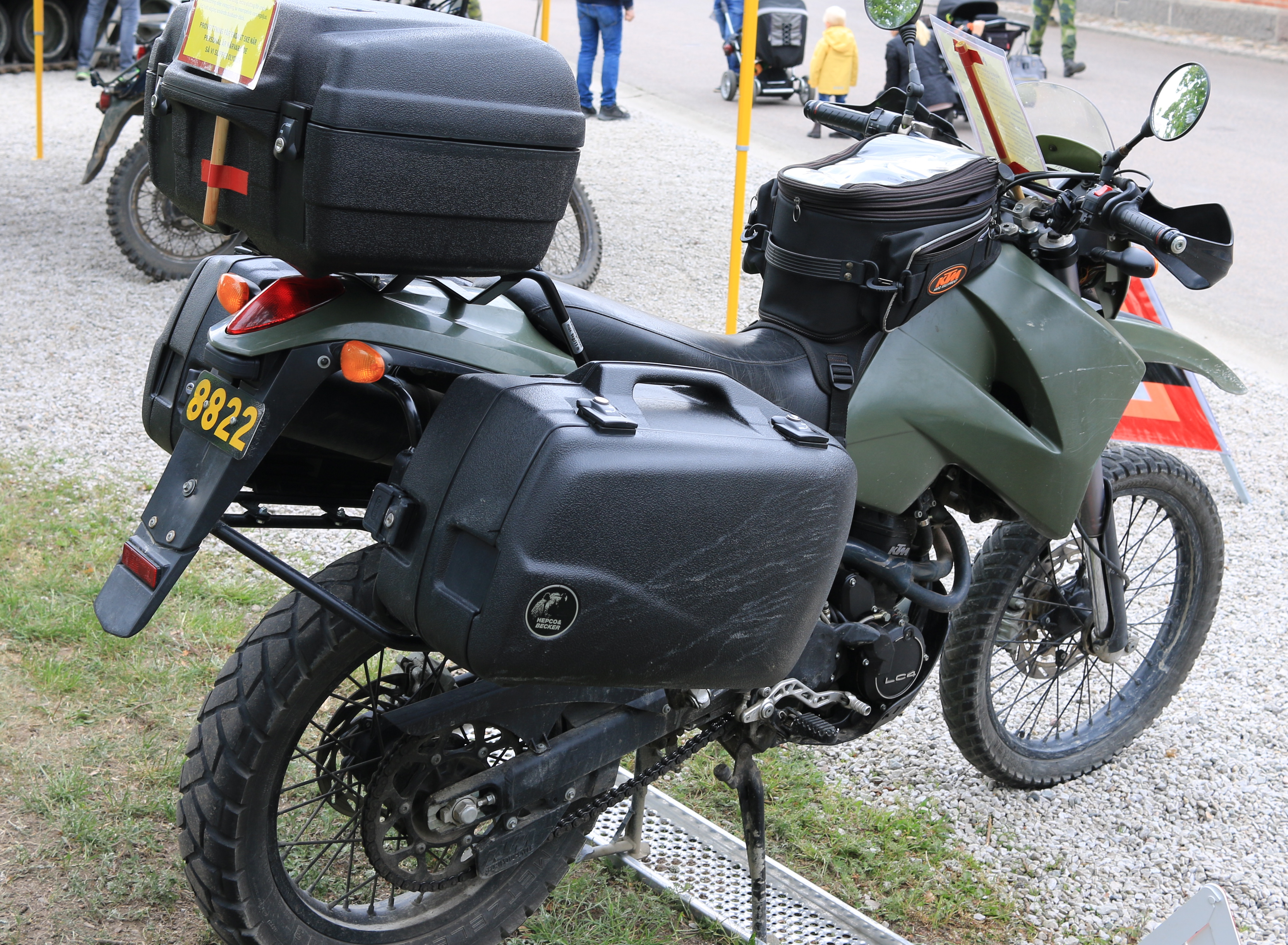
MC409 van de Zweedse krijgsmacht

De KTM 400 LS-E Military wordt sinds 2003 als Motorcykel 409 (MC 409) gebruikt door de Zweedse strijdkrachten (Försvarsmakten). De Zweedse militaire naam MC 409 is afgeleid van de cilinderinhoud: het is de negende motorfiets van 400 cc in gebruik bij de Zweedse krijgsmacht (incl. testmodellen). Hij verving de 250 cc Husqvarna MC 258.